# Stazione di Reana del Rojale
Stazione di Reana del Rojale 1987-ben bezárt vasútállomás Olaszországban, Reana del Rojale településen.

## Vasútvonalak
Az állomást az alábbi vasútvonalak érintették:
- K.k. Staatsbahn Tarvis–Pontafel

## Kapcsolódó állomások
A vasútállomáshoz az alábbi állomások vannak a legközelebb:
- Stazione di Tricesimo-San Pelagio
- Posto di Movimento Vat